# Стеценкове
Стеце́нкове — колишнє село в Україні, Сумській області, Сумському районі.
Було підпорядковане Северинівській сільській раді. 1987 року приєднане до села Северинівка.
Стеценкове примикало до Северинівки, за 0,5 км — село Васюківщина. Поруч проходить автомобільна дорога Р44. По селу протікає пересихаючий струмок із загатою.